# جوردی کوالیتیک
جوردی کوالیتیک (اسپانیایی: Jordi Koalitic‎؛ زادهٔ ۱۹۹۲)، با نام اصلی Jordi Puig، یک عکاس اسپانیایی و سازنده ویدئوهای کوتاه است. او در این زمینه با برندهای بزرگ جهان از قبیل لامبورگینی، مرسدس-بنز، رد بول، شیائومی، نیکون، نستله، پپسی، براون و بسیاری دیگر برای ساخت عکس و کلیپ‌های تبلیغاتی همکاری داشته‌است.
او از اشیای عادی روزمره برای ساخت عکس و فیلم‌های هنری استفاده می‌کند و در کلیپ‌های خود شگردهای عکاسی حرفه‌ای را نمایش می‌دهد.
او همچنین در این زمینه با اشخاص شناخته شده‌ای مثل ویل اسمیت، لیزا کوشی و پپه آگیلار همکاری داشته‌است.
 تا ۱۱ اوت ۲۰۲۱، او دارنده ۱۹٫۷ میلیون دنبال‌کننده در تیک‌تاک و ۵٫۱ میلیون دنبال‌کننده در اینستاگرام است.